# Ганга (музика)
Ганга је врста певања која потиче из руралног динарског планинског краја. Најчешћи је на подручју Херцеговине и Далмације, али се може наћи и у западној Босни, Лици, Кордуну и руралним подручјима северозападне Црне Горе.
Ганга је историјски била блиско повезана са регијом Херцеговине, где се развила као снажан осећај културног идентитета. Како би осигурале свој опстанак, и Босна и Херцеговина и Хрватска су преузеле мере за заштиту ганге као дела своје културне баштине и подстицање њеног деловања.

## Опис
Ганга је изражајан облик певања. Иако и мушкарци и жене редовно изводе гангу, крајње је необично да наступају заједно, иако није било необично да мушкарци католици и муслимани наступају заједно.
Ганга је дисонантни облик певања, користећи две сукобљене ноте за пројектовање звука на велике удаљености. Гангу традиционално певају овчари преко низа долина, за међусобну комуникацију на даљину.

## Историја
Ганга је остатак архаичног полифоног стила певања који се може наћи широм Динарске регије. Временом је локално становништво развило сопствену варијанту певања старог стила, као што је далматински стил певања ојкача који се тресло у грлу, певање из вика из западне Србије или изополифонија Албаније и Северне Македоније. Почетком 20. века свештеник и музиколог Бранко Марић изнео је теорију да појам „ганга“ потиче од албанске речи kënga што значи „песма“, могућег остатка од старих Илира. Међутим, други су одбацили теорију и сугерисали да је изведена из звукова који емитују глас извођача.
Ганга извођачи су историјски певали о стварима које се односе на њих, од тешкоћа сељачког рада до радости које се налазе у животу. Због својих корена у руралним планинама, често је посматрана у ширем друштву као старомодна или примитивна традиција. Новија извођења ганге су почела да се баве политичким питањима, често усвајајући отворено националистичке призвуке и укључују теме из ратова и сукоба. Неколико популарних хрватских музичара је користило елементе ганге, као што су поп звезде Нина Бадрић и Северина.
Од 2009. године гангу штити Министарство културе Хрватске ради очувања и подстицања њеног проучавања. Године 2014. Хрватска и Босна и Херцеговина су се удружиле да започну заједнички пројекат развоја заједничког културног наслеђа заснованог на бећарцу и ганги“ – облицима народне песме заштићене као нематеријално културно наслеђе. То је део већег програма прекограничне сарадње који финансира Европска унија за рестаурацију и очување културно-историјског наслеђа. Град Томиславград у Босни и Херцеговини је 2019. године назвао трг по ганги у знак признања његове улоге као дијела градске културне баштине.